# Розкол Церкви Сходу 1552

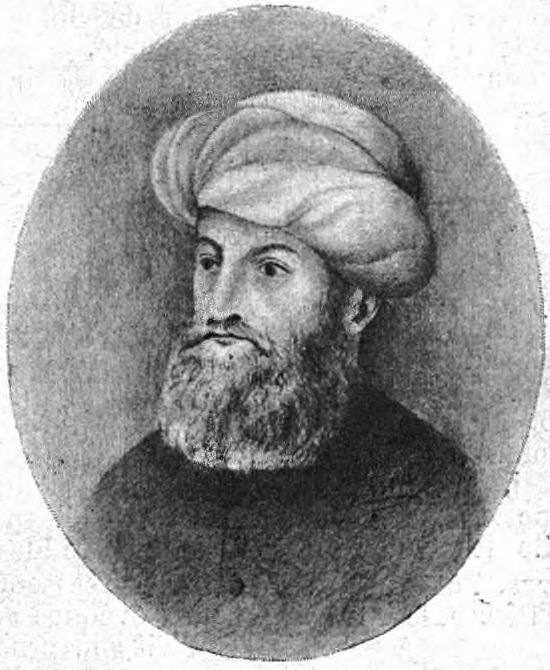
«Абдішо» IV Марон, який змінив Сулаку на посаді халдейського патріарха в 1555 р.

Розкол 1552 року був важливою подією в історії Церкви Сходу. Він розділив церкву на дві фракції, одна з яких увійшла до спілкування з Римом, ставши частиною Католицької церкви в цей час, а друга залишалася незалежною до XIX століття. Хоча лінія Елії, яка виникла в результаті цього розколу, врешті-решт увійшла до спілкування з Римом, внаслідок цього розколу виникли різні духовно-християнські секти, що походять із Східної Церкви. Як не дивно, але лінія Шимона, вступ якої в повний союз з Римом спричинив цей розкол, насправді знову стала незалежною до 17 століття. Обставини розколу 1552 р. Були суперечливими на той час і з тих пір стали суперечками.

## Підсумок подій
(Не показано ненікейські, нетринітарні та деякі реставраційні деномінації.)
Приблизно в середині п'ятнадцятого століття патріарх Шемʿ он IV Басіді зробив патріархальну спадщину спадковою, як правило, від дядька до племінника. Ця практика, яка, як правило, призвела до нестачі спадкоємців, що мають право на отримання, врешті-решт призвела до розколу в Церкві Сходу. Патріарх Шемьон VII Ішошаяб (1539–58) на початку свого правління зробив велику кривду, призначивши своїм наступником свого дванадцятирічного племінника Гнанішога, мабуть, тому, що не було старших родичів. Кілька років потому, можливо, через те, що Гнанішов помер, він призначив наступником свого п'ятнадцятирічного брата Елія, майбутнього патріарха Елія VI (1558-1591). Окрім цих двох провокаційних призначень, його опоненти також звинуватили у дозволі наложництва, продажі канцелярських посад та безмірному житті. До 1552 року Шемон VII Ішошаяб став настільки непопулярним, що його опоненти повстали проти його влади. Повстанці, головним чином з районів Амід, Сіерт та Салмас, обрали патріархом ченця на ім'я Шимун VIII Йоханнан Сулака, провідника монастиря Раббан Хормізд поблизу Алькоша . На жаль, жоден єпископ митрополичого рангу не був доступний для його освячення, як це вимагало канонічно. Францисканські місіонери вже працювали і серед несторіан, вони узаконили свою позицію, переконавши прихильників Сулаки та посвятивши його у папу Юлія III (1550–5).
Сулака поїхав до Риму для особистого розгляду справи. У Римі він задовільно визнав католицьку віру і представив лист, складений його прихильниками в Мосулі, у якому викладено його претензії на визнання патріархом. 9 квітня 1553 року, переконавшись у Ватикані, що він добрий католик, Сулака був посвячений в єпископи та архиєпископи в базиліці Святого Петра. 28 квітня він був визнаний "патріархом Мосула" папою Юлієм III в буллі "Divina disponente clementia" і отримав палій з рук папи в секретній консисторії у Ватикані. Ці події, що ознаменували зародження Халдейської католицької церкви, яка створили постійний розкол у Церкві Сходу. 
Сулака повернувся до Месопотамії наприкінці того ж року. У грудні 1553 року він отримав документи від османських властей, що визнали його незалежним "халдейським" патріархом, а в 1554 році під час п'ятимісячного перебування в Аміді посвятив п'ять митрополичих єпископів (для єпархій Газарта, Хесна д'Кіфа, Амід, Мардін та Сірт ). Шемьон VII Ішошаяб відповів, посвятивши ще двох неповнолітніх членів патріархальної сім'ї митрополитами Нісібіса та Газарти. Він також завоював губернатора Амадії, який запросив Сулаку до Амадії, ув'язнив його на чотири місяці і в січні 1555 р. Засудив до смерті 